# Автоматична гвинтівка Симонова
Автоматична гвинтівка зразка 1936 року, АВС (Індекс ГАУ — 56-А-225) — радянська автоматична гвинтівка, розроблена зброярем Сергієм Симоновим.
Спочатку розроблялася як самозарядна гвинтівка, але в ході удосконалень був доданий режим автоматичного вогню для використання в екстреній ситуації.
Перший радянський зразок зброї такого класу, прийнятий на озброєння. Всього було випущено 65800 примірників. [джерело?]

## Конструкція
Гвинтівка АВС-36 є автоматичною зброєю, побудованою на відводі порохових газів, може вести як одиночний, так і автоматичний вогонь. Перемикач режимів вогню знаходиться на ствольній коробці з правого боку. Основним режимом вогню був поодинокий. Вести стрільбу короткими чергами належала при недостатній кількості ручних кулеметів, а безперервним вогнем — тільки в крайньому випадку, при відбитті раптових ворожих атак. При цьому заборонялося витрачати поспіль більше 4-5 магазинів, щоб не перегрівати і не зношувати ствол і інші деталі.
Вузол газовідведення з коротким ходом газового поршня розміщений над стволом (вперше у світі)[джерело?]. Замикання ствола здійснювалося за допомогою вертикального блоку, що переміщувався в пазах ствольної коробки. При русі блоку вгору під дією пружини він заходив у пази затвора, закриваючи його. Відмикання відбувалося після того, як спеціальна муфта, яка була пов'язана з газовим поршнем, вичавлювала замикаючий блок вниз з пазів затвора.
Оскільки замикаючий блок знаходився між казенною частиною ствола і магазином, траєкторія подачі патронів у патронник була досить великою і крутою, що служило джерелом затримок при стрільбі. Крім того, це призводило до того, що ствольна коробка була складною по конструкції і мала велику довжину. Механізм затворної системи також був досить складним, тому що усередині затвора був розміщений ударник з бойовою пружиною, а також спеціальний пристрій противідскока. Живлення гвинтівки здійснювалося з окремих магазинів, розрахованих на 15 патронів. Магазини могли збиратися як окремо від гвинтівки, так і прямо на ній, при відкритому затворі, зі штатних обойм до гвинтівці обр. 1891/30 р.
Ствол гвинтівки мав велике дулове гальмо і кріплення для штик-ножа, при цьому багнет міг примикати не тільки горизонтально, але і вертикально, клинком вниз. У такому положенні багнет використовувався як однонога сошка для стрільби з упору. У похідному положенні багнет переносився в піхвах на поясі бійця. Відкритий приціл мав насічки по дальності від 100 до 1 500 метрів з кроком 100 метрів. Деякі гвинтівки АВС-36 комплектувалися оптичним прицілом на кронштейні і використовувалися як снайперські. Через те, що стріляні гільзи викидалися вгору та вперед, кронштейн оптичного прицілу кріпився до ствольної коробки зліва від осі зброї.
У цілому гвинтівка Симонова виявилася складною у виробництві і недостатньо надійною для масової експлуатації у військах. Конструкція дозволяла зібрати гвинтівку без замикаючого блоку і після цього зробити постріл; якщо через помилку стрільця таке відбувалося, то ствольна коробка руйнувалася і стрілець отримував травму затворною групою, що вилетіла.

## Історія
Деяка кількість трофейних АВС-36 знаходилася на озброєнні вермахту під найменуванням Selbstladegewehr 257 (r)[джерело?].
Помітна кількість АВС-36, покинутих при відступі червоноармійцями, використовувалась у 1942-47 роках воїнами Української Повстанської Армії[джерело?].